# Chiesa di Santa Maria Assunta (Castel Ivano)
La chiesa di Santa Maria Assunta, o chiesa dell'Assunzione di Maria Vergine, è la parrocchiale di Spera, frazione di Castel Ivano in Trentino. Appartiene alla zona pastorale Valsugana - Primiero dell'arcidiocesi di Trento e risale al XVIII secolo. Conserva affreschi di Anton Sebastian Fasal.

## Storia

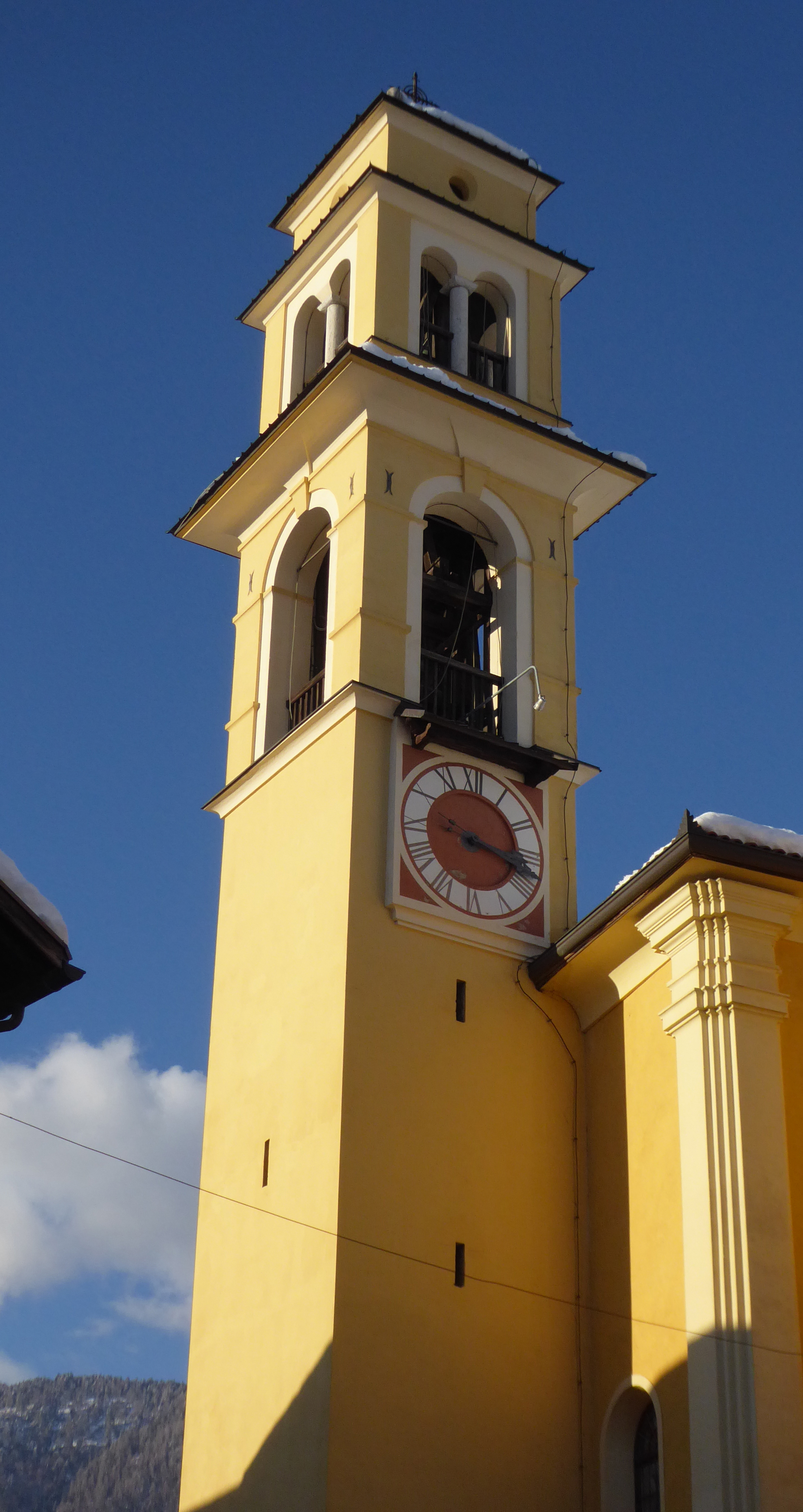
Torre campanaria

Sul sito prima del XVIII secolo esisteva una piccola cappella e a partire dal 1711 la comunità iniziò l'erezione di un luogo di culto di maggiori dimensioni e con dedicazione all'Assunta. L'edificio venne ultimato nel 1726 e nello stesso anno fu benedetto. La solenne consacrazione venne celebrata il 15 giugno 1782 dal vescovo di Feltre Andrea Benedetto Ganassoni.
Nel 1786, sotto l'aspetto della giurisdizione ecclesiastica, entrò a far parte della diocesi di Trento lasciando quella di Feltre e alcuni anni dopo, nel 1795, venne elevata a dignità curaziale, sussidiaria della pieve di Strigno, la chiesa dell'Immacolata.
Negli ultimi anni del XIX secolo la diocesi trentina autorizzò la costruzione di un nuovo luogo di culto di maggiori dimensioni. Il cantiere venne aperto con la posa della prima pietra nel 1903 e chiuso nel 1912. Dell'antico edificio originario rimase solo la torre campanaria. La solenne consacrazione della nuova chiesa fu celebrata dal vescovo di Trento Celestino Endrici l'8 giugno 1912.

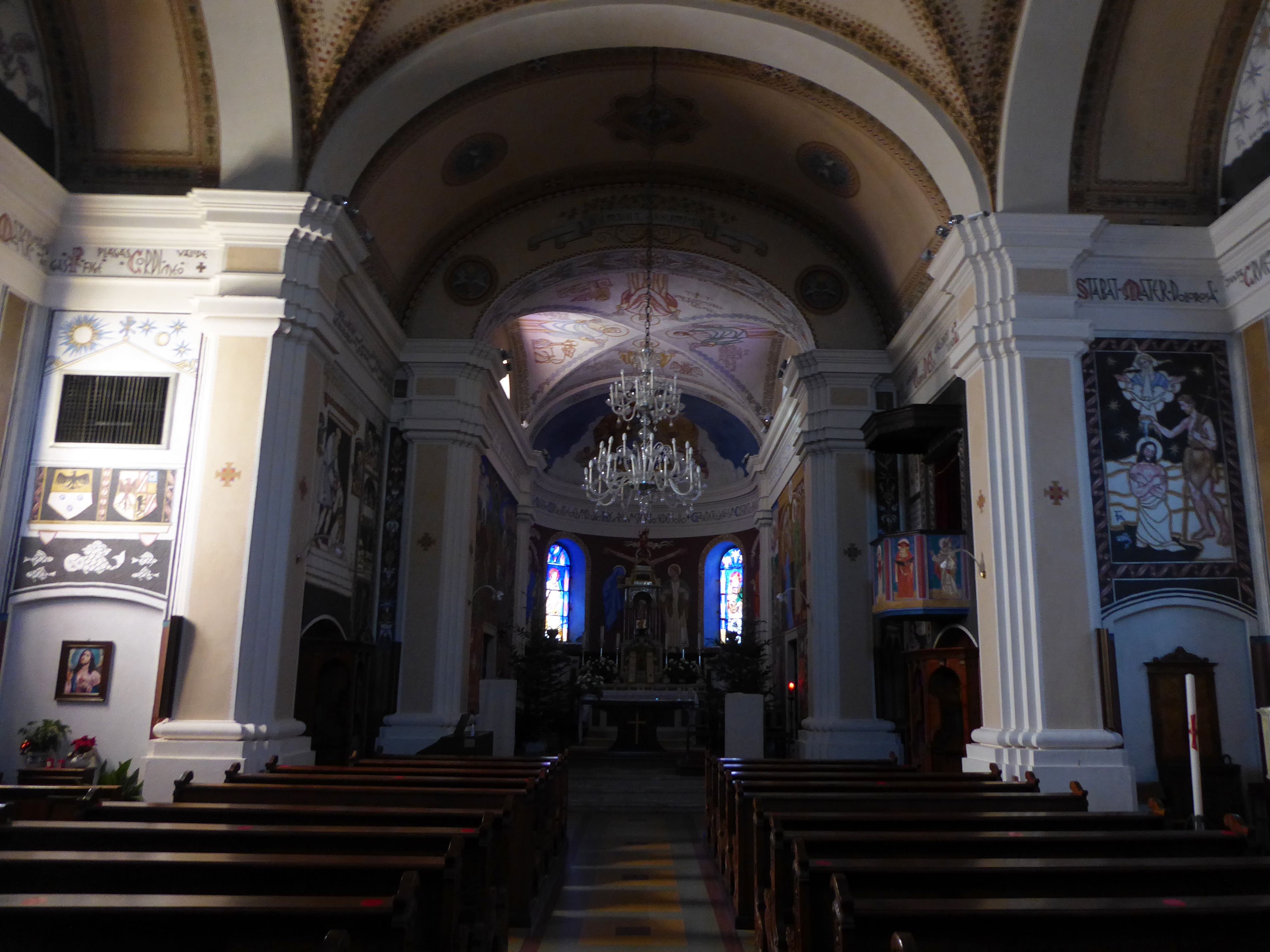
Interno

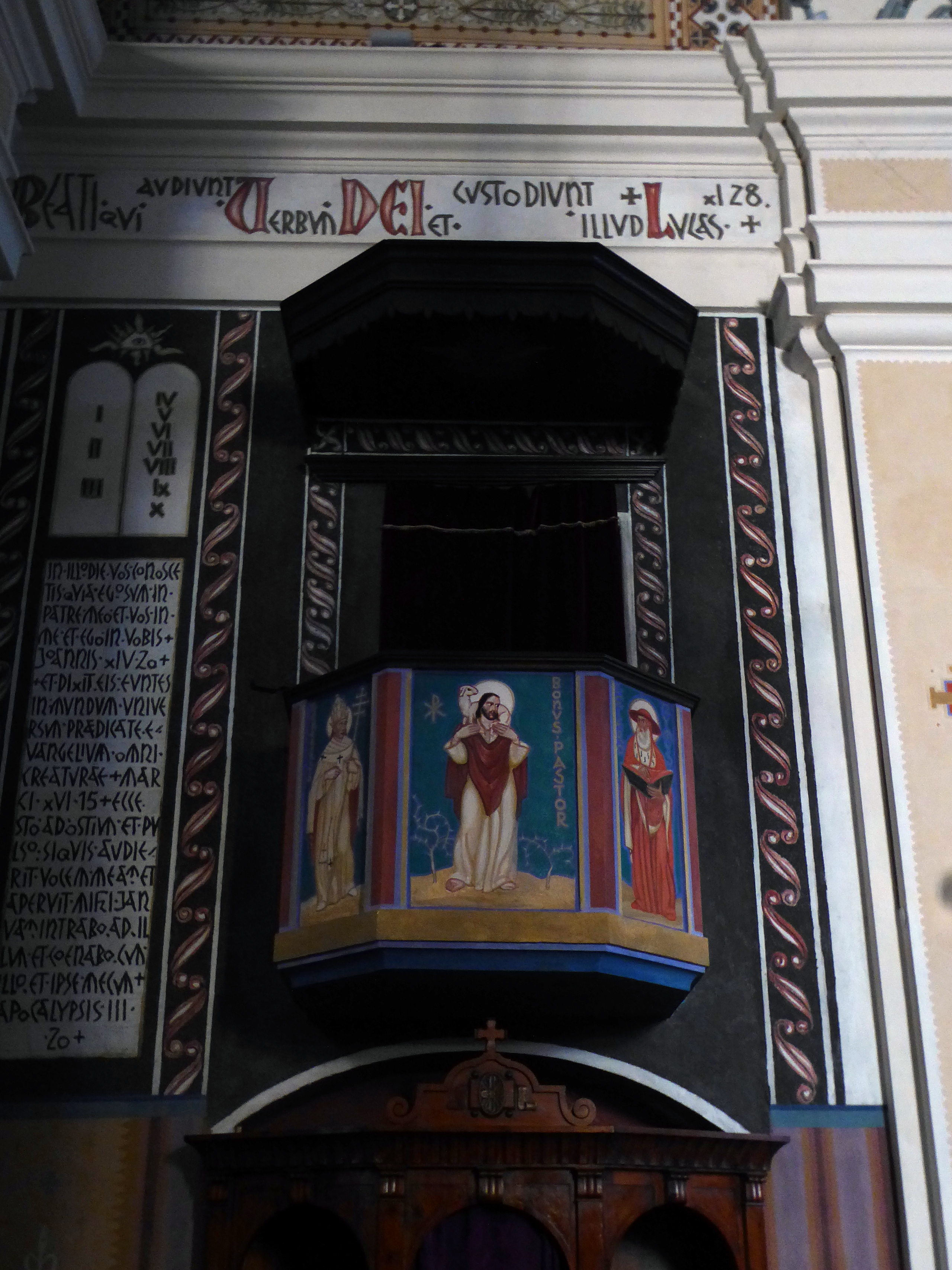
Pulpito

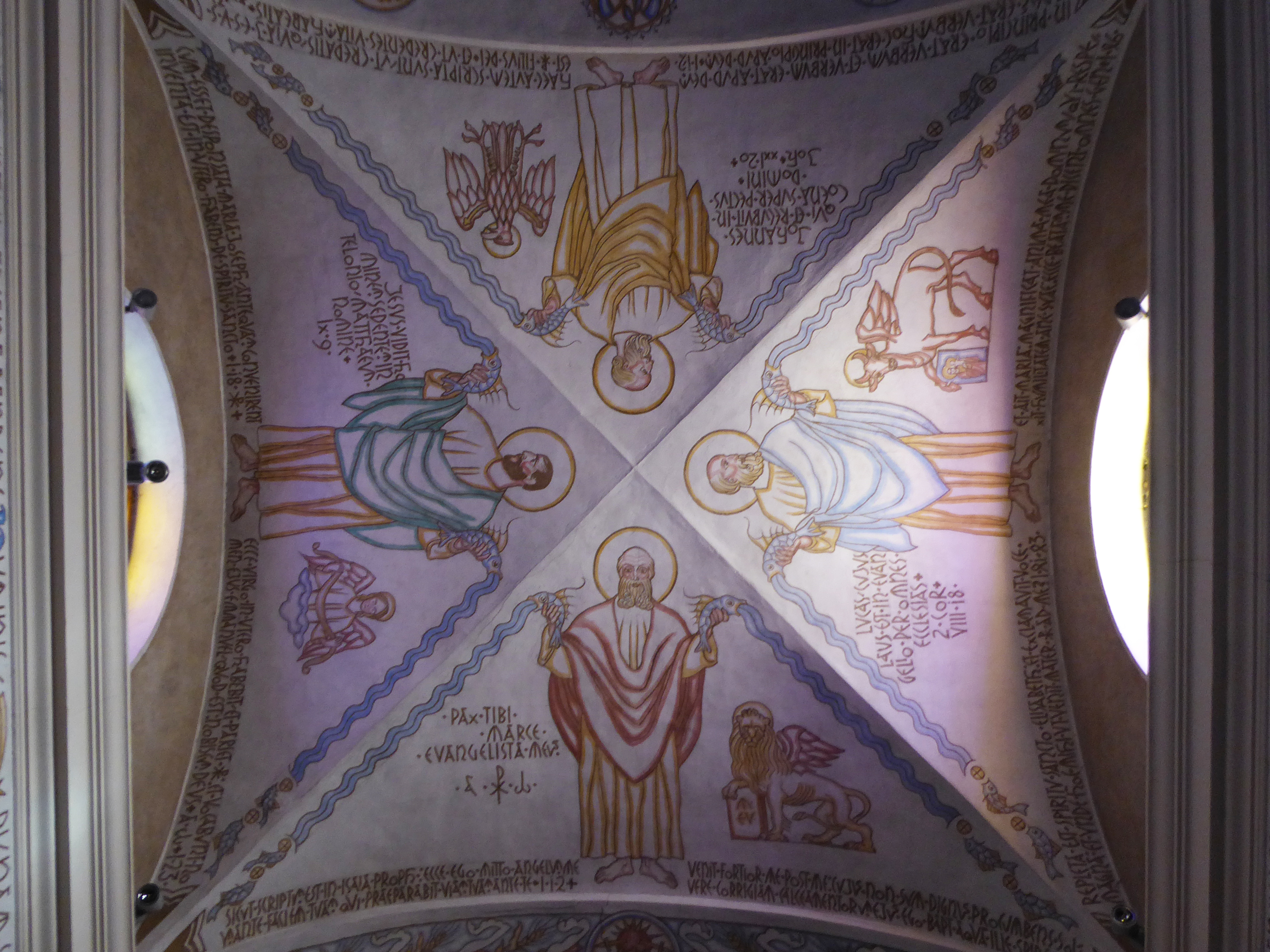
Affreschi della volta del presbiterio

Durante il primo conflitto mondiale venne seriamente danneggiata, con il crollo delle coperture e col lesionamento della torre campanaria. Nel 1919, ancora prima che venissero realizzati i necessari lavori di restauro, fu elevata a dignità parrocchiale. La ricostruzione postbellica si concluse nel 1921 mantenendo le forme precedenti a parte alcune modifiche nella parte superiore del campanile. Sempre nel 1921 fu arricchita di decorazioni da Angelo Molinari, padre francescano, e nuovamente benedetta.
Solo otto anni dopo le precedenti decorazioni furono quasi tutte cancellate e al loro posto
vennero posti i dipinti a graffito di Anton Sebastian Fasal. Lo stesso artista curò anche le nuove vetrate policrome. Negli anni sessanta e novanta fu oggetto di importanti lavori di restauro che riguardarono la copertura del tetto, le strutture murarie di chiesa e campanile e la ritinteggiatura generale.
Nei primi anni del XXI secolo venne messo a norma l'impianto elettrico e adeguato l'impianto per il riscaldamento. Si pose attenzione in particolare alla decorazione pittorica, alle vetrate e alle parti in pietra.

## Descrizione

### Esterni
La parrocchiale di Spera si trova in posizione elevata sul piccolo centro abitato ed è orientata verso nord-ovest. Il prospetto principale si ispira al tempio tetràstilo classico con un grande frontone triangolare.
Il portale è architravato e sopra di questo, in alto, si apre un oculo rotondo. 
La torre campanaria, che è la parte più antica della struttura e risale al XVIII secolo, è posta alla sinistra ed è caratterizzata da due celle campanarie sovrapposte. L'inferiore con ampie finestre a monofora e la superiore con finestre più piccole a bifora.

### Interni
La navata interna è unica ma con due grandi cappelle laterali. Il presbiterio è leggermente rialzato e tutta l'interno ha volte a crociera. L'abside ha una pianta a semicerchio.

### Aspetti artistici e storici
Conserva dipinti a graffiti eseguiti da Anton Sebastian Fasal che si dedicò anche alla creazione delle vetrature policrome.